# Issy-les-Moulineaux
Issy-les-Moulineaux és un municipi francès, situat al departament d'Alts del Sena i a la regió d'Illa de França. L'any 1999 tenia 52.647 habitants.
Forma part del cantó d'Issy-les-Moulineaux i del districte de Boulogne-Billancourt. I des del 2016, de la divisió Grand Paris Seine Ouest de la Metròpolis del Gran París.